# 東松原駅

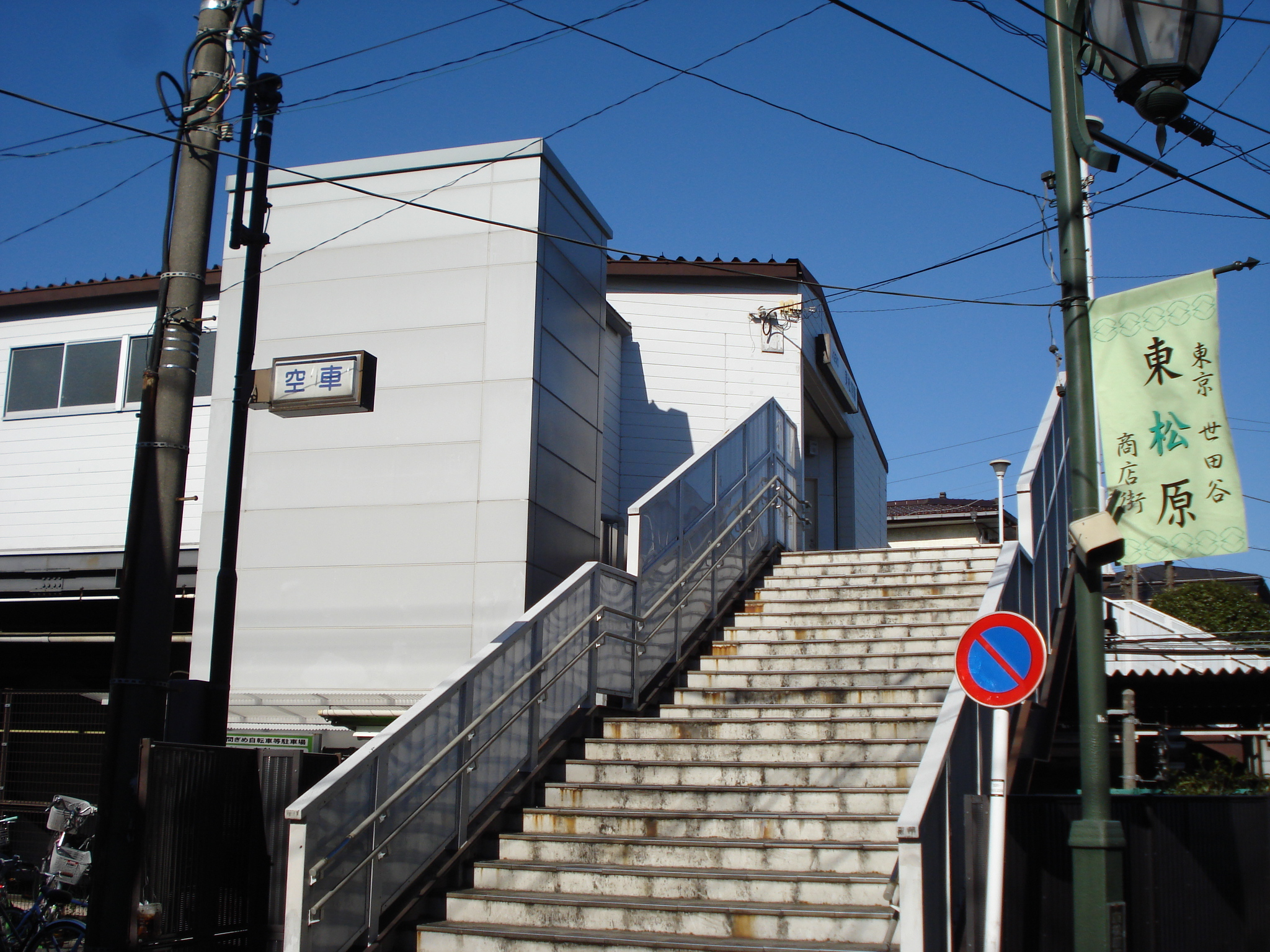
東側出入口（2010年1月）

東松原駅（ひがしまつばらえき）は、東京都世田谷区松原五丁目にある、京王電鉄井の頭線の駅である。井の頭南管区所属。駅番号はIN07。

## 歴史
- 1933年（昭和8年）8月1日：帝都電鉄の駅として開設。
- 1940年（昭和15年）5月1日：小田原急行鉄道と合併、同社帝都線の駅となる。
- 1942年（昭和17年）5月1日：小田急電鉄が東京急行電鉄（大東急）へ併合。
- 1948年（昭和23年）6月1日：東急から京王帝都電鉄が分離、同社井の頭線の駅となる。
- 1990年（平成2年）8月1日：吉祥寺方の駅舎を廃止、橋上駅舎へ統合。
- 2021年（令和3年）
  - 1月8日：改札付近の照明を白色LEDへ変更
  - 1月30日：渋谷方の跨線橋にLED照明換装

## 駅構造
島式ホーム1面2線を有する地上駅。橋上駅舎を備える。駅西側（吉祥寺方）と東側（渋谷方）に跨線橋状の出入口があり、その中間に駅舎がある。渋谷方出入口南側およびホームと改札階間をそれぞれ連絡するエレベーターが設置されている。2番線ホーム向かいの法面にアジサイの植栽があり、6月ごろになるとライトアップもされている。
ホーム延伸前は有効長が18m車4両分しかなく、ホーム両端に踏切と駅舎があった。その後ホーム延伸に伴い渋谷方は駅舎を橋上化し踏切を廃止。さらに車両大型化に伴い吉祥寺方の駅舎を廃止し、1つに統合された。

### のりば
| 番線 | 路線     | 方向 | 行先                               |
| ---- | -------- | ---- | ---------------------------------- |
| 1    | 井の頭線 | 下り | 明大前・永福町・久我山・吉祥寺方面 |
| 2    | 井の頭線 | 上り | 下北沢・渋谷方面                   |

## 利用状況
2024年度（令和6年度）の1日平均乗降人員は15,426である。
近年の1日平均乗降・乗車人員の推移は以下の通り。
| 年度               | 1日平均 乗降人員 | 1日平均 乗車人員 | 出典              |
| ------------------ | ---------------- | ---------------- | ----------------- |
| 1933年（昭和08年） |                  | 258              | [ 東京府統計 1 ]  |
| 1934年（昭和09年） |                  | 549              | [ 東京府統計 2 ]  |
| 1935年（昭和10年） |                  | 1,095            | [ 東京府統計 3 ]  |
| 1955年（昭和30年） | 10,894           |                  |                   |
| 1956年（昭和31年） |                  | 5,627            | [ 東京都統計 1 ]  |
| 1957年（昭和32年） |                  | 5,767            | [ 東京都統計 2 ]  |
| 1958年（昭和33年） |                  | 5,925            | [ 東京都統計 3 ]  |
| 1959年（昭和34年） |                  | 6,503            | [ 東京都統計 4 ]  |
| 1960年（昭和35年） | 13,770           | 6,871            | [ 東京都統計 5 ]  |
| 1961年（昭和36年） | 14,809           | 7,037            | [ 東京都統計 6 ]  |
| 1962年（昭和37年） | 14,629           | 7,102            | [ 東京都統計 7 ]  |
| 1963年（昭和38年） | 14,439           | 7,257            | [ 東京都統計 8 ]  |
| 1964年（昭和39年） | 14,623           | 7,309            | [ 東京都統計 9 ]  |
| 1965年（昭和40年） | 14,653           | 7,258            | [ 東京都統計 10 ] |
| 1966年（昭和41年） | 15,212           | 7,495            | [ 東京都統計 11 ] |
| 1967年（昭和42年） | 15,022           | 7,258            | [ 東京都統計 12 ] |
| 1968年（昭和43年） | 15,868           | 7,834            | [ 東京都統計 13 ] |
| 1969年（昭和44年） | 16,266           | 8,013            | [ 東京都統計 14 ] |
| 1970年（昭和45年） | 16,454           | 8,090            | [ 東京都統計 15 ] |
| 1971年（昭和46年） |                  | 7,964            | [ 東京都統計 16 ] |
| 1972年（昭和47年） | 16,272           | 7,589            | [ 東京都統計 17 ] |
| 1973年（昭和48年） | 16,806           | 7,978            | [ 東京都統計 18 ] |
| 1974年（昭和49年） | 16,391           | 7,858            | [ 東京都統計 19 ] |
| 1975年（昭和50年） | 15,875           | 7,694            | [ 東京都統計 20 ] |
| 1976年（昭和51年） | 19,132           | 8,364            | [ 東京都統計 21 ] |
| 1977年（昭和52年） | 20,550           | 9,099            | [ 東京都統計 22 ] |
| 1978年（昭和53年） | 20,346           | 9,301            | [ 東京都統計 23 ] |
| 1980年（昭和54年） | 15,975           | 8,096            | [ 東京都統計 24 ] |
| 1980年（昭和55年） | 14,746           | 7,318            | [ 東京都統計 25 ] |
| 1981年（昭和56年） | 13,644           | 6,945            | [ 東京都統計 26 ] |
| 1982年（昭和57年） | 13,239           | 6,770            | [ 東京都統計 27 ] |
| 1983年（昭和58年） | 13,216           | 6,689            | [ 東京都統計 28 ] |
| 1984年（昭和59年） | 13,407           | 6,614            | [ 東京都統計 29 ] |
| 1985年（昭和60年） | 13,499           | 6,625            | [ 東京都統計 30 ] |
| 1986年（昭和61年） | 13,631           | 6,679            | [ 東京都統計 31 ] |
| 1987年（昭和62年） | 13,490           | 6,563            | [ 東京都統計 32 ] |
| 1988年（昭和63年） | 13,303           | 6,449            | [ 東京都統計 33 ] |
| 1989年（平成元年） | 13,020           | 6,329            | [ 東京都統計 34 ] |
| 1990年（平成02年） | 12,775           | 6,356            | [ 東京都統計 35 ] |
| 1991年（平成03年） | 13,457           | 6,713            | [ 東京都統計 36 ] |
| 1992年（平成04年） | 13,228           | 6,611            | [ 東京都統計 37 ] |
| 1993年（平成05年） | 12,979           | 6,499            | [ 東京都統計 38 ] |
| 1994年（平成06年） | 12,833           | 6,416            | [ 東京都統計 39 ] |
| 1995年（平成07年） | 12,768           | 6,333            | [ 東京都統計 40 ] |
| 1996年（平成08年） | 12,710           | 6,310            | [ 東京都統計 41 ] |
| 1997年（平成09年） | 13,260           | 6,589            | [ 東京都統計 42 ] |
| 1998年（平成10年） | 15,674           | 7,715            | [ 東京都統計 43 ] |
| 1999年（平成11年） | 16,426           | 8,077            | [ 東京都統計 44 ] |
| 2000年（平成12年） | 17,367           | 8,532            | [ 東京都統計 45 ] |
| 2001年（平成13年） | 17,524           | 8,855            | [ 東京都統計 46 ] |
| 2002年（平成14年） | 18,221           | 8,953            | [ 東京都統計 47 ] |
| 2003年（平成15年） | 18,614           | 9,139            | [ 東京都統計 48 ] |
| 2004年（平成16年） | 18,837           | 9,249            | [ 東京都統計 49 ] |
| 2005年（平成17年） | 19,379           | 9,447            | [ 東京都統計 50 ] |
| 2006年（平成18年） | 19,849           | 9,690            | [ 東京都統計 51 ] |
| 2007年（平成19年） | 19,198           | 9,568            | [ 東京都統計 52 ] |
| 2008年（平成20年） | 19,028           | 9,529            | [ 東京都統計 53 ] |
| 2009年（平成21年） | 18,768           | 9,400            | [ 東京都統計 54 ] |
| 2010年（平成22年） | 18,529           | 9,293            | [ 東京都統計 55 ] |
| 2011年（平成23年） | 18,374           | 9,230            | [ 東京都統計 56 ] |
| 2012年（平成24年） | 18,379           | 9,188            | [ 東京都統計 57 ] |
| 2013年（平成25年） | 18,571           | 9,312            | [ 東京都統計 58 ] |
| 2014年（平成26年） | 18,504           | 9,263            | [ 東京都統計 59 ] |
| 2015年（平成27年） | 18,783           | 9,399            | [ 東京都統計 60 ] |
| 2016年（平成28年） | 18,691           | 9,364            | [ 東京都統計 61 ] |
| 2017年（平成29年） | 18,751           | 9,400            | [ 東京都統計 62 ] |
| 2018年（平成30年） | 18,670           | 9,375            | [ 東京都統計 63 ] |
| 2019年（令和元年） | 18,499           | 9,262            | [ 東京都統計 64 ] |
| 2020年（令和02年） | 12,973           | 6,526            | [ 東京都統計 65 ] |
| 2021年（令和03年） | 13,498           |                  |                   |
| 2022年（令和04年） | 14,378           |                  |                   |
| 2023年（令和05年） | 14,960           |                  |                   |
| 2024年（令和06年） | 15,426           |                  |                   |

## 駅周辺
隣駅である新代田駅との距離は450mである。
- 東松原駅前郵便局
- 東松原商店街
- トップパルケ松原店
- 羽根木公園
- 北沢税務署
- 北沢警察署
- ブシロードウェルビー東松原（旧・コナミスポーツクラブ東松原）
- 世田谷区立梅丘中学校

## 隣の駅
京王電鉄
 井の頭線
■急行
通過
■各駅停車
新代田駅 (IN06) - 東松原駅 (IN07) - 明大前駅 (IN08)